# Coutarea hexandra
Coutarea hexandra là một loài thực vật có hoa trong họ Thiến thảo. Loài này được (Jacq.) K.Schum. mô tả khoa học đầu tiên năm 1889.